# Malinovskij
Malinovskij (in russo Малиновский?) è un insediamento di tipo urbano della Russia siberiana occidentale situato nel distretto Sovetskij del Circondario Autonomo degli Chanty-Mansi.
Si trova sulla riva sinistra del fiume Ejt'ja vicino al confine con l'oblast' di Sverdlovsk, 31 km a sud-ovest della città di Jugorsk; confina a est con l'insediamento di Pionerskij.